# Großer Sulzberg
Großer Sulzberg (1 400 m n. m.) je nejvyšší hora Türnitzských Alp. Nachází se na území okresu Lilienfeld v rakouské spolkové zemi Dolní Rakousy. Leží 3 km jižně od Annabergu a 9 km severovýchodně od Mariazell. I když je hora porostlá smrkovým lesem, poskytuje vrchol dobré výhledy do okolí.

## Přístup
Na vrchol je možné vystoupit po neznačené lesní cestě z obce Ulreichsberg (cca 2 h), která leží v údolí potoka Rottenbach pod východním úbočím hory.